# قائمة الأفلام المصرية سنة 1930
هذه قائمة بالأفلام المصرية لسنة 1930 مرتبة أبجديا
| اسم الفيلم      | إخراج وكتابة                                                                                            | بطولة                                                                             | مصدر   |
| --------------- | --- | --------------------------------------------------------------------------------- | ------ |
| تحت ضوء القمر   | - إخراج: شكري ماضي - تأليف: عبد المعطي حجازي                                                            | أنصاف رشدي - عبد المعطي حجازي - إيلينا إتزنا - هاجي أندرية - زاهية - فوزى بسخرون  | الفيلم |
| جناية نصف الليل | - إخراج: محمد صبري                                                                                      | عبد المنعم مختار - علوية جميل - أنور وجدي - نادية - يوسف رشاد                     | الفيلم |
| زينب            | - اخراج : محمد كريم - تاليف : محمد حسين هيكل                                                            | - بهيجة حافظ - زكي رستم - دولت أبيض - منيرة أحمد - حسن كمال - عبد القادر المسيري  | [ 1 ]  |
| الكوكايين       | - تأليف وإخراج :توجو مزراحي                                                                             | شالوم - شوقي عبدالله ثابت - توجو مزراحي (أحمد المشرقي) - محروس البدوي - عبده محرم | الفيلم |
| معجزة الحب      | - إخراج: إبراهيم لاما (مخرج) - تأليف: إبراهيم لاما (قصة وسيناريو وحوار) - بدر لاما (قصة وسيناريو وحوار) | بدر لاما - ثريا رفعت - نجاة علي - جورج سعد - مختار حسين - منسي فهمي               | الفيلم |